# (100293) 1995 DY7
(100293) 1995 DY7 es un asteroide  perteneciente al cinturón de asteroides, descubierto el 24 de febrero de 1995 por el equipo del Spacewatch desde el Observatorio Nacional de Kitt Peak, Arizona, Estados Unidos.

## Designación y nombre
Designado provisionalmente como 1995 DY7.

## Características orbitales
1995 DY7 está situado a una distancia media del Sol de 2,641 ua, pudiendo alejarse hasta 3,168 ua y acercarse hasta 2,114 ua. Su excentricidad es 0,199 y la inclinación orbital 18,02 grados. Emplea 1568 días en completar una órbita alrededor del Sol.

## Características físicas
La magnitud absoluta de 1995 DY7 es 15,6.